# The Ronettes
The Ronettes foi um girl group americano de R&B dos anos sessenta. O grupo era formado pela vocalista Veronica Bennett (mais tarde conhecida como Ronnie Spector), sua irmã mais velha Estelle Bennett e sua prima Nedra Talley. Elas cantavam juntas desde a adolescência, então conhecidas como "The Darling Sisters". Contratadas pela Colpix em 1961, elas se mudaram para a Philles, de Phil Spector, em março de 1963 e mudaram seu nome para "The Ronettes".
As Ronettes colocaram nove músicas na Billboard Hot 100, seis das quais se tornaram hits entre os 50 primeiros colocados. Entre seus sucessos estão "Be My Baby", que chegou ao número 2, "Baby, I Love You", "(The Best Part of) Breakin' Up" e "Walking in the Rain". Em 1964, o grupo lançou seu único álbum de estúdio, Presenting the Fabulous Ronettes Featuring Veronica. Naquele ano, os the Rolling Stones foram sua banda de abertura quando fizeram uma turnê pelo Reino Unido. As Ronettes abriram para os Beatles em sua turnê pelos Estados Unidos em 1966, tornando-se o único grupo feminino a fazer uma turnê com eles, antes de se separarem em 1967. Na década de 1970, o grupo foi brevemente revivido como Ronnie Spector and the Ronettes. Bennett se casou com Spector em 1968. 
"Be My Baby" foi introduzida no Hall da Fama do Grammy em 1999. A Rolling Stone classificou seu único álbum como o 422º entre os 500 melhores de todos os tempos.